# Calomicrolaimus tenuicollis
Calomicrolaimus tenuicollis är en rundmaskart. Calomicrolaimus tenuicollis ingår i släktet Calomicrolaimus, och familjen Desmodoridae. Arten är reproducerande i Sverige.